# Lamourouxia
Lamourouxia es un género  de plantas fanerógamas perteneciente a la familia Orobanchaceae, anteriormente clasificada en Scrophulariaceae.   Comprende 53 especies descritas y de estas, solo 22 aceptadas.

## Descripción
Son hierbas perennes, sufruticosas, hemiparásitas, hasta 3 m de alto, pubescentes a piloso-glandulares. Hojas ampliamente ovadas a lanceoladas, mayormente (1.4–) 2.5–5 (–11.2) cm de largo y 1–2.5(–5.3) cm de ancho, las superiores más pequeñas, truncadas o cordadas en la base, coriáceas; sésiles. Flores en racimos terminales densos, pedicelos 2–6 mm de largo, ebracteolados; cáliz 4 o 5-lobado, 5–8 mm de largo, los lobos unidos más o menos hasta el medio; corola tubular, bilabiada, 5-lobada, 3–6 cm de largo, roja, a veces matizada con anaranjado, rosado o purpúreo, tomentoso-glandular; estambres fértiles 2; estigma capitado. Cápsula ovoide, 8–13 mm de largo, loculicida; semillas profundamente reticulado-alveoladas.

## Taxonomía
El género fue descrito en 1817 por Carl Sigismund Kunth en Nova Genera et Species Plantarum 2: 335–336. La especie tipo es Lamourouxia virgata.

### Etimología
Lamourouxia: nombre genérico dado en honor al biólogo francés Jean Vincent Félix Lamouroux (1779-1825).

## Especies seleccionadas
- Lamourouxia dasyantha
- Lamourouxia multifida
- Lamourouxia virgata
- Lamourouxia viscosa
- Lamourouxia xalapensis